# Robert Kane (chimiste)
Pour les articles homonymes, voir Robert Kane.
Sir Robert John Kane (né le 24 septembre 1809 à Dublin – mort le 16 février 1890 à Dublin) est un chimiste irlandais.

## Biographie
Son père, John Kean, fut impliqué dans la révolte irlandaise de 1798 et émigra pour un temps en France où il étudia la chimie. De retour à Dublin sous le nom d'emprunt de Kane, il créa la Kane Company qui fabriquait de l'acide sulfurique.
Le jeune Kane étudia la chimie dans l'usine de son père et publia son premier article « Remarques sur la présence d'eau de chlore dans le peroxyde de manganèse à l'état natif » ("Observations on the existence of chlorine in the native peroxide of manganese"), en 1828. Il étudia ensuite la médecine au Trinity College de Dublin et la pharmacie à Paris.
Son livre Elements of Practical Pharmacy lui valut son élection à la Royal Irish Academy en 1832. Il se consacra à la chimie des acides, prouva que l'hydrogène est électropositif, et suggéra l'existence du radical éthyle. En 1836 il partit pour Giessen en Allemagne afin d'apprendre la chimie organique sous la direction de Justus von Liebig.
Il publia ses Elements of Chemistry en trois volumes entre 1841 et 1844, et rédigea un rapport détaillé sur les Ressources industrielles de l'Irlande. Robert Peel le choisit comme directeur du Museum of Irish Industry de Dublin en 1845 et comme président du Queen's College de Cork. Il fut anobli en 1846. En 1880 il devient le premier chancelier de la nouvelle université Royal University of Ireland.
Conseiller gouvernemental pour les questions scientifiques et industrielles, il participa à diverses commissions, peu efficaces, chargées de remédier à la famine de la pomme de terre. Le virage politique et administratif de sa carrière à partir de 1844 marque la fin de ses contributions à la chimie.